# TNFRSF25
TNFRSF25（TNF receptor superfamily member 25）またはDR3（death receptor 3）は、アポトーシスシグナルや分化を媒介するTNF受容体スーパーファミリーに属する細胞表面受容体である。TNFRSF25のTNFスーパーファミリーリガンドとして唯一知られているのは、TL1Aである。

## 機能
TNFRSF25遺伝子にコードされるTNFRSF25タンパク質は、TNF受容体スーパーファミリーに属する。この受容体は、活性化されて抗原と遭遇したT細胞に選択的に発現している。TNFRSF25はFOXP3陽性制御性T細胞でも高度に発現している。TNFRSF25はTL1A（TNFSF15）と呼ばれる1種類のリガンドによって活性化され、TL1AはToll様受容体またはFc受容体の活性化後に抗原提示細胞や一部の内皮細胞で迅速にアップレギュレーションされる。TNFRSF25はTRADDアダプター分子を介してNF-κB活性を刺激し、またFADDアダプター分子を介してカスパーゼの活性化を刺激しアポトーシスを調節することが示されている。
TNFRSF25遺伝子には異なるアイソフォームをコードする複数の選択的スプライシングバリアントが報告されているが、これらの大部分には分泌型分子となる可能性のあるタンパク質がコードされている。B細胞やT細胞においてこの遺伝子の選択的スプライシングはT細胞の活性化に伴って変化が生じ、全長の膜結合型アイソフォームが主に産生されるようになる。この変化はT細胞の活性化によって誘導されるリンパ球増殖の制御に関与していると考えられている。具体的には、TNFRSF25の活性化は事前のT細胞受容体の拘束に依存しており、TL1Aの結合後、TNFRSF25シグナルによってT細胞はIL-2受容体を介した内因性IL-2への感受性が増大し、T細胞の増殖が亢進する。TNFRSF25受容体の活性化はT細胞受容体に依存しているため、in vivoではこの受容体の活性は同種抗原に遭遇したT細胞に特異的なものとなる。平常時、自己免疫が生じていない人物では、同種抗原に定期的に遭遇するT細胞の大部分はFOXP3陽性制御性T細胞である。他の外因性シグナルが存在しない条件下でのTNFRSF25の刺激はFOXP3陽性制御性T細胞の特異的増殖を刺激し、全CD4陽性T細胞中のFOXP3陽性制御性T細胞の割合は5日以内に8–10%から35–40%にまで増加する。

## 治療標的として
TNFRSF25のアゴニストは制御性T細胞の増殖を刺激するために用いることができ、気管支喘息、実質臓器の同種移植、角膜炎の実験モデルにおいて炎症が低減される。またTNFRSF25の活性化は抗原に依存的であるため、TNFRSF25を自己抗原やワクチン抗原と共刺激することで、それぞれ免疫病理の悪化、そしてワクチン刺激による免疫の亢進をもたらすことができる。

## 関連文献
- “Vascular endothelial growth inhibitor (VEGI), an endogenous negative regulator of angiogenesis”. Seminars in Ophthalmology 21 (1):  49–58. (2006). doi:10.1080/08820530500511446. PMID 16517446.
- “Signal transduction by DR3, a death domain-containing receptor related to TNFR-1 and CD95”. Science 274 (5289):  990–2. (Nov 1996). Bibcode: 1996Sci...274..990C. doi:10.1126/science.274.5289.990. PMID 8875942.
- “Normalization and subtraction: two approaches to facilitate gene discovery”. Genome Research 6 (9):  791–806. (Sep 1996). doi:10.1101/gr.6.9.791. PMID 8889548.
- “Apo-3, a new member of the tumor necrosis factor receptor family, contains a death domain and activates apoptosis and NF-kappa B”. Current Biology 6 (12):  1669–76. (Dec 1996). Bibcode: 1996CBio....6.1669M. doi:10.1016/S0960-9822(02)70791-4. PMID 8994832.
- “LARD: a new lymphoid-specific death domain containing receptor regulated by alternative pre-mRNA splicing”. Proceedings of the National Academy of Sciences of the United States of America 94 (9):  4615–9. (Apr 1997). Bibcode: 1997PNAS...94.4615S. doi:10.1073/pnas.94.9.4615. PMC 20772. PMID 9114039.
- “A new death receptor 3 isoform: expression in human lymphoid cell lines and non-Hodgkin's lymphomas”. Biochemical and Biophysical Research Communications 242 (2):  376–9. (Jan 1998). doi:10.1006/bbrc.1997.7948. PMID 9446802.
- “Duplication of the DR3 gene on human chromosome 1p36 and its deletion in human neuroblastoma”. Genomics 49 (3):  385–93. (May 1998). doi:10.1006/geno.1998.5300. PMID 9615223.
- “Prevention of constitutive TNF receptor 1 signaling by silencer of death domains”. Science 283 (5401):  543–6. (Jan 1999). Bibcode: 1999Sci...283..543J. doi:10.1126/science.283.5401.543. PMID 9915703.
- “Studies on the interaction between TWEAK and the death receptor WSL-1/TRAMP (DR3)”. FEBS Letters 485 (2–3):  135–41. (Nov 2000). doi:10.1016/S0014-5793(00)02219-5. PMID 11094155.
- “Heterogeneity in the phosphorylation of human death receptors by p42(mapk/erk2)”. Biochemical and Biophysical Research Communications 288 (2):  313–20. (Oct 2001). doi:10.1006/bbrc.2001.5761. PMID 11606045.
- “TL1A is a TNF-like ligand for DR3 and TR6/DcR3 and functions as a T cell costimulator”. Immunity 16 (3):  479–92. (Mar 2002). doi:10.1016/S1074-7613(02)00283-2. PMID 11911831.
- “Expression of silencer of death domains and death-receptor-3 in normal human kidney and in rejecting renal transplants”. The American Journal of Pathology 163 (2):  401–11. (Aug 2003). doi:10.1016/S0002-9440(10)63670-X. PMC 1868232. PMID 12875962.
- “TL1A-induced NF-kappaB activation and c-IAP2 production prevent DR3-mediated apoptosis in TF-1 cells”. The Journal of Biological Chemistry 278 (40):  39251–8. (Oct 2003). doi:10.1074/jbc.M305833200. PMID 12882979.
- “An unappreciated role for RNA surveillance”. Genome Biology 5 (2):  R8. (2005). doi:10.1186/gb-2004-5-2-r8. PMC 395752. PMID 14759258.
- “Death receptor 3 (DR3) gene duplication in a chromosome region 1p36.3: gene duplication is more prevalent in rheumatoid arthritis”. Genes and Immunity 5 (6):  439–43. (Sep 2004). doi:10.1038/sj.gene.6364097. PMID 15241467.